# Blagovésxensk
Blagovésxensk (en rus Благовещенск) és una ciutat de l'extrem orient de la Federació Russa, capital de l'óblast de l'Amur. La ciutat està localitzada a la riba esquerra de l'riu Amur, a la frontera amb la Xina, i davant per davant de la ciutat de Heihe. De fet, es tracta de l'únic centre administratiu d'un subjecte federal de Rússia situat sobre la mateixa frontera.

## Història
Blagovésxensk va ser fundada l'any 1856 com a posta militar avançada, amb el nom d'Ust-Zeisk. En aquell moment, la zona pertanyia oficialment a l'Imperi Xinès, però mitjançant els tractats d'Aigun (1858) i Beijing (1860) s'establí la frontera al riu Amur. Així, el 17 de juliol de 1858, el tsar Alexandre II va emetre un ukaz (edicte) pel qual fundava oficialment la localitat. El nom que va rebre vingué donat en honor de l'Anunciació (en rus, Благовещение).
La ciutat va anar creixent de forma força ràpida, i ja a finals del segle xix, Blagovésxensk s'havia convertit en un important centre industrial i un port fluvial força destacat. Amb l'objectiu de millorar les comunicacions i garantir la seva prosperitat, la ciutat es va connectar al ferrocarril transsiberià el 1913.

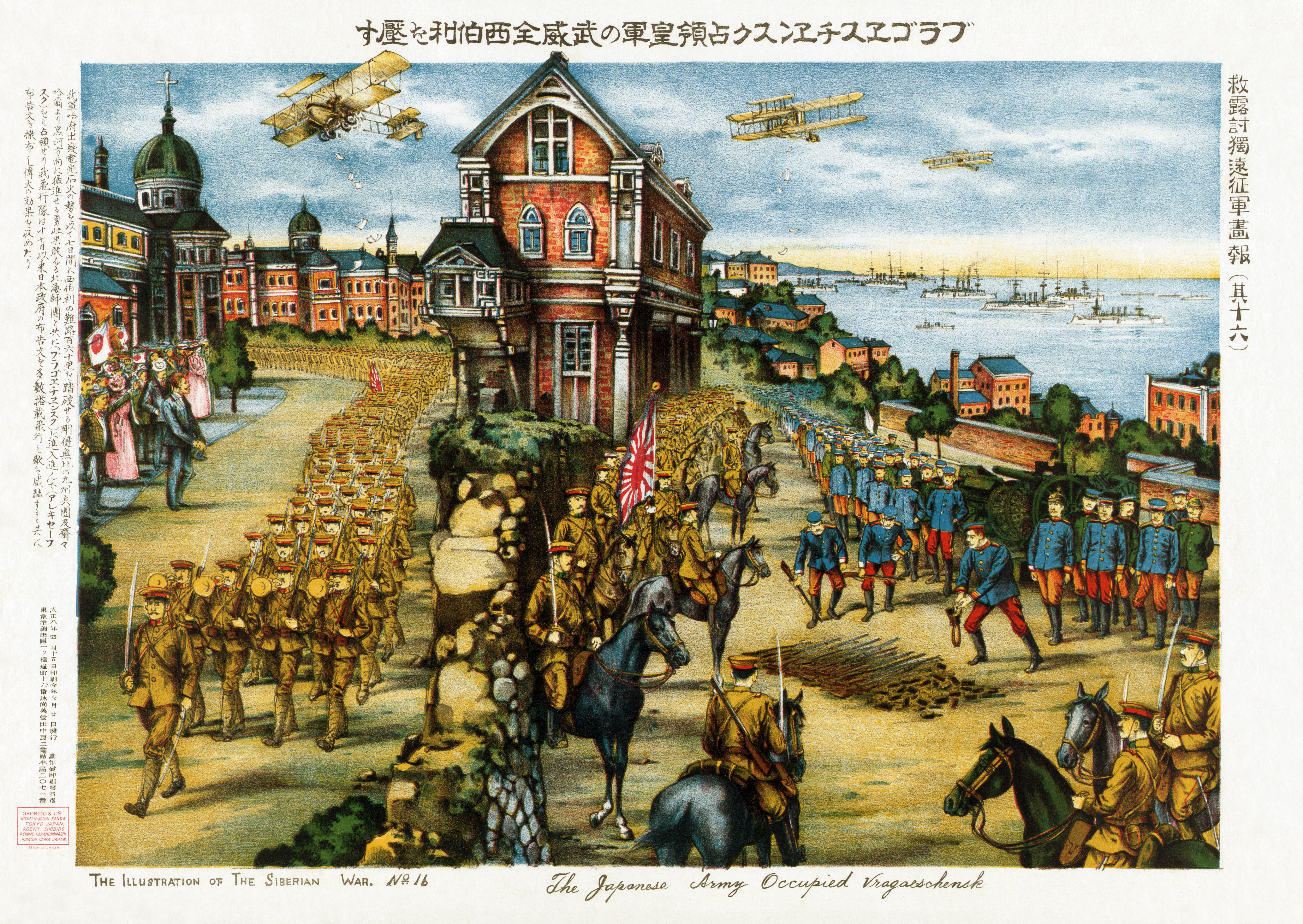
Cartell de propaganda japonesa referent a l'ocupació de Blagovésxensk

L'any 1919, durant la Guerra civil russa, la ciutat fou ocupada per l'exèrcit japonès. Un cop alliberada, Blagovésxensk va passar a formar part, com la resta de l'actual óblast de l'Amur, de la República de l'Extrem Orient. Posteriorment, ja sota el règim soviètic, la ciutat esdevingué capital de la gubèrnia (governació) de l'Amur.
Les transformacions administratives i territorials que sacsejaren l'URSS durant el seu primer quart de segle, van fer que Blagovésxensk esdevingués capital o perdés aquesta condició segons les decisions del poder de Moscou. Finalment, el 1948 es convertí en centre administratiu de l'óblast de l'Amur.
El secretisme del règim comunista va fer que fins a finals de la dècada de 1980 l'accés a Blagovésxensk de gent procedent d'altres regions de la Unió Soviètica o de l'estranger fos força limitat. Gràcies a aquest fet, així com al baix nivell de població, la criminalitat es va mantenir en nivells molt baixos, però, d'altra banda, el desenvolupament econòmic va ser molt lent.

## Educació, religió i cultura
Blagovésxensk disposa de dues esglésies ortodoxes, que conformen una diòcesi pròpia. Pel que fa a l'àmbit educatiu, la ciutat acull dues universitats, la Universitat Estatal de l'Amur i la Universitat Estatal Pedagògica de Blagovésxensk.
Els habitants de la localitat gaudeixen de diversos teatres, quatre cinemes, dos parcs urbans, un museu i un centre cultural. A més a més, des de l'any 2003, Blagovésxensk organitza de forma anual el fòrum cinematogràfic "Tardor de l'Amur".

## Transport
La ciutat disposa de diferents mitjans de transport públic, com ara bé autobusos, troleibusos, marshrutkes i taxis. A nivell nacional, Blagovésxensk es comunica amb la resta de Rússia mitjançant un ramal que connecta amb l'Autopista Transsiberiana i una línia de ferrocarril fins a Belogorsk, on s'uneix al ferrocarril transsiberià. Pel que fa al transport aeri, la ciutat compta amb l'aeroport d'Ignàtyevo, situat a 20 km en direcció nord-oest i que acull diferents vols domèstics així com destinacions internacionals de vols xàrter, principalment cap a la veïna Xina.
L'emplaçament de Blagovésxensk, a la riba de l'Amur i a la frontera amb la Xina, ha portat a la disposició de diferents vaixells que comuniquen la localitat amb la ciutat xinesa de Heihe, punt inicial de l'Autopista Nacional 202, que arriba a grans ciutats com Harbin i Dalian. Durant l'hivern, amb el riu glaçat, els transbordadors són substituïts per aerolliscadors.

## Ciutats agermanades
La ciutat de Blagovésxensk està agermanada amb la localitat de:
- Heihe, República Popular de la Xina